# Adrian Silistraru
Adrian Silistraru (născut la data de 23 iulie 1961) este un fost deputat român în legislatura 1990-1992, ales în județul Dâmbovița pe listele partidului FSN.